# Simbiogénese
A simbiogênese é uma teoria evolucionária segundo a qual indivíduos de naturezas distintas de diferentes espécies  se unem para formar um novo indivíduo.
A simbiogênese enfatiza mais os efeitos positivos resultantes das inter-relações entre indivíduos do que a sobrevivência e reprodução do mais apto. Pesquisas recentes indicam que os micro-organismos são as maiores forças evolucionárias que atuam sobre a seleção das espécies através de processos simbióticos.

## Simbiogénese secundária
O metabolismo fotossintético foi estabelecido nos eucariotos por volta de 1,5 bilhões de anos atrás por meio da captura de uma cianobactéria por uma célula eucariótica heterotrófica, estabelecendo um endossimbiose primária e originado o cloroplasto nas algas verdes, algas vermelhas e plantas. Após os eventos iniciais de endossimbiose primária, outros grupos de eucariotos adquiriram cloroplastos pelo englobamento de algas verdes e vermelhas tornando-se fotoautotróficos por endossimbiose secundária. 
Grupos de protoctistas como os Euglenoides adquiriram cloroplastos por meio de endossimbiose secundária de algas verdes. Alveolados e Stramenopiles obtiveram seus cloroplastos pela endossimbiose secundária através do englobamento de algas vermelhas.